# Вулька-Заставская
Ву́лька-Заста́вская (бел. Вулька-Застаўская) — деревня в Брестском районе Брестской области Белоруссии, в 12 км к юго-востоку от центра Бреста. Входит в состав Мухавецкого сельсовета.

## История
В XIX веке — деревня в Брестском уезде Гродненской губернии. Входила в состав имения Горны, принадлежала помещику Токарскому. В 1870 году — 77 ревизских душ.
В конце XIX века — в Косичской волости того же уезда. Имелись хлебозапасный магазин, корчма.
После Рижского мирного договора 1921 года — в составе гмины Каменица-Жировецкая Брестского повята Полесского воеводства Польши, 6 дворов.
С 1939 года — в составе БССР.